# Perro Aguayo Jr.
Pedro Aguayo Ramírez (Ciudad de México, 23 de julio de 1979 - Tijuana, Baja California, 21 de marzo de 2015) fue un luchador profesional y promotor mexicano. Fue principalmente conocido en la lucha libre bajo el nombre Perro Aguayo Jr. o El Hijo del Perro Aguayo. Aguayo era el hijo en la vida real del luchador Perro Aguayo, quien es considerado una leyenda dentro del deporte. Fue líder del stable Los Perros del Mal, que él comenzó en el Consejo Mundial de Lucha Libre (CMLL) a mediados de 2004. El stable se convirtió en un atractivo importante en la lucha libre profesional mexicana, alcanzando mayor reconocimiento durante los feudos de Aguayo contra Místico y Héctor Garza. En octubre de 2008, Aguayo dejó el CMLL para comenzar su propia promoción de lucha libre profesional independiente, Perros del Mal Producciones, construida junto los miembros de su stable Los Perros del Mal. En junio de 2010, Aguayo regresó a la empresa Lucha Libre AAA Worldwide (AAA), después de una ausencia de siete años, para comenzar una storyline de invasión que involucró a su stable.

## Vida personal
Pedro Aguayo Ramírez nació el 23 de julio de 1979 en Ciudad de México, hijo de Pedro Aguayo Damián, un luchador profesional conocido bajo el nombre en el ring de Perro Aguayo, y Luz Ramírez. Su tío Jesús Ramírez Ángel era más conocido bajo el nombre de Ídolo y sus primos compitieron como Ídolo I e Ídolo II. Un primo de Aguayo trabaja como «Pepe Aguayo», inspirado por Pedro.

## Carrera en lucha libre profesional

### Asistencia Asesoría y Administración (1995-2003)
Debutando profesionalmente a la edad de 15 años, Aguayo empezó luchando contra veteranos establecidos de la lucha libre mexicana que podrían traer lo mejor de él en Asistencia Asesoría y Administración (AAA). Trabajó en su primer gran show en 18 de junio de 1995 cuando se enfrentó y perdió ante Juventud Guerrera como parte de Triplemanía III. Hizo equipo con su padre semirregularmente y la pareja ganó el Campeonato Nacional en Parejas en dos ocasiones, derrotando a los equipos de Fuerza Guerrera & Mosco de la Merced el 7 de junio de 1998 y a El Cobarde II & El Cobarde Jr. el 1 de marzo de 1999 para ganar el campeonato. Aguayo Jr. formó un equipo de juniors, Los Junior Atómicos, incluyendo a Blue Demon Jr., La Parka Jr. y Máscara Sagrada Jr., que en realidad solo incluyó a un solo hijo biológico (Aguayo). Los cuatro derrotaron a Charly Manson, May Flowers, Nygma y El Picudo para ganar el Campeonato Nacional Mexicano de Atómicos durante un show en Jalisco. Cinco meses más tarde perdieron el campeonato a Los Vipers (Histeria, Maniaco, Mosco de la Merced & Psicosis) en Verano de Escándalo. Después de que Los Junior Atómicos se disolvió, Aguayo comenzó a hacer equipo regularmente con Héctor Garza, participando en un feudo con Heavy Metal y Latin Lover. Estos cuatro competirían en varias luchas en equipos y de cuatro esquinas a lo largo del largo feudo. Uno de los momentos destacados de la historia fue Heavy Metal siendo afeitado calvo después de perder una lucha en una jaula de acero en Guerra de Titanes cuando Garza cubrió a Heavy Metal. Aguayo y Garza derrotaron a Los Vipers (Abismo Negro & Electroshock) para ganar el Campeonato Nacional en Parejas. El dúo ostentó el título durante 61 días antes de perderlo a Pirata Morgan y El Texano.

### Consejo Mundial de Lucha Libre (2003-2008)
En mayo de 2003, Aguayo saltó de la AAA al Consejo Mundial de Lucha Libre (CMLL). Inicialmente lo trajeron como un técnico en equipo con Negro Casas contra Los Guerreros del Infierno. Aguayo, sin embargo, no recibió las reacciones positivas esperadas de la multitud, y CMLL decidió convertirlo en rudo haciéndole ganar un torneo por una oportunidad por el Campeonato Peso Pesado Junior Tohoku de Michinoku Pro Wrestling, en posesión de Atlantis. Ganó el torneo sobre otros rudos, pero estos eran rudos populares como Dr. Wagner Jr. y Rey Bucanero, quienes habían hecho su nombre en el CMLL, así que para el momento que se enfrentó al técnico Atlantis por el título, era visto como un rudo por los fanes. El desafío al título no tuvo éxito, pero Aguayo fue puesto rápidamente en un programa con Los Capos con el argumento de que él estaba tomando venganza contra Universo 2000 por acabar con la carrera de su padre. Durante este feudo, el popular grupo de Shocker, Los Guapos, respaldó a Aguayo y se convirtió en un técnico de nuevo. El feudo continuó durante todo el invierno y a principios de 2004 y terminó cuando Aguayo y El Terrible (un miembro de Los Guapos) derrotaron a Cien Caras y Máscara Año 2000 en una lucha de doble Cabellera vs. Cabellera en Homenaje a Dos Leyendas: El Santo y Salvador Lutteroth en 2004. Durante la primavera, Aguayo nuevamente respaldó a Negro Casas y Shocker en su feudo con Pierroth Jr., Vampiro Canadiense y Tarzan Boy. Los dos grupos se enfrentaron en luchas de tríos, individuales y en parejas antes de que fueron puestos en la lucha anual de «Jaula de la Muerte» donde los dos últimos hombres en la jaula, independientemente del equipo en el que están, se enfrentan en una lucha de Cabellera vs. Cabellera. El trío de rudos escapó temprano y Shocker hizo una salida rápida también. Aguayo y Casas se enfrentaron y Aguayo cubrió a Casas, ganando su cabellera. Las tensiones comenzaron a elevarse entre Casas y Aguayo, y cuando Héctor Garza saltó al CMLL en julio, Aguayo abandonó a Casas y se le unió. Después de volverse rudo otra vez, tomó parte en el torneo Leyenda de Plata, un torneo anual en honor a la leyenda de la lucha libre El Santo. Después de asegurar su lugar en las semifinales, Aguayo interfirió en la lucha de Negro Casas con Atlantis, costándole a Casas la lucha y permitiendo a Atlantis avanzar. Después de derrotar a Atlantis en las semifinales, Aguayo se enfrentó al ganador del año anterior, El Felino, por el trofeo. Después de ganar la lucha, El Hijo del Santo llegó al ring para adjudicar el trofeo a Aguayo. Aguayo dijo que no quería el trofeo y lo rompió, alegando que El Santo no estaba cerca de ser la leyenda que su padre Perro Aguayo Sr. fue. El feudo fue caliente y recreó el feudo que el original El Santo y Perro Aguayo tuvieron durante la década de 1970. Debido a que el período durante el cual El Hijo del Santo estuvo con el CMLL fue corto, el feudo fue llevado aprisa a una lucha indecisiva. La cosa más cercana a un cierre que el feudo tuvo fue una lucha de tríos en el CMLL séptimo Aniversario Show donde el equipo de El Hijo del Perro Aguayo, Héctor Garza & El Terrible, La Furia del Norte, derrotó a El Hijo del Santo, Negro Casas & Shocker. Después de la lucha, Santo se centró más en su programa con Averno y Los Guerreros del Infierno y Aguayo puso su mira en Casas. Aguayo perdió ante Casas en una lucha por el trofeo en conmemoración del séptimo aniversario y el feudo se enfrió desde entonces.
En noviembre de ese año, Aguayo reavivó su feudo con Los Capos asociándose con frecuencia con Vampiro y Pierroth Jr., quienes también estaban en un feudo con Los Capos en aquel momento. En el show de fin de año, tuvo otra lucha con Universo 2000 que condujo al padre de Aguayo a correr a la misma y hacer la reserva. En febrero de 2005, Perro Aguayo Sr. anunció su regreso a la lucha por una sola lucha en donde haría equipo con su hijo contra Cien Caras y Máscara Año 2000 en una lucha de doble Cabellera vs. Cabellera. Aguayo e hijo ganaron la lucha, que fue la lucha de retiro de Cien Caras en el evento principal de Homenaje a Dos Leyendas. Después de la lucha, La Familia de Tijuana (Halloween & Damián 666) y Aguayo decidieron comenzar una nueva facción, Los Perros del Mal. Pronto, el grupo constaría de Aguayo, Héctor Garza, Damian 666 y Halloween. El grupo tuvo muchos rivales, incluyendo Negro Casas, Felino, Heavy Metal (quien había saltado de AAA), Máscara Mágica, Universo 2000 y el nuevo enfoque de Aguayo, la estrella en ascenso Místico, quien lo había derrotado en una lucha. Los Perros del Mal se enfrentaron contra sus rivales en la lucha de «Jaula de la Muerte» de 2005 donde Damián 666 ganó la cabellera de Máscara Mágica. El 5 de mayo de 2006, Aguayo fue derrotado por Rayo de Jalisco Jr. y Canek en una lucha por el Campeonato Intercontinental de Peso Completo de IWRG en Nezahualcóyotl. El último feudo importante de Aguayo en CMLL fue con Héctor Garza, que culminó en una lucha de Cabellera vs. Cabellera el 21 de marzo de 2008, en Homenaje a Dos Leyendas, donde Aguayo recogió la victoria después de un «Low Blow».

### Los Perros del Mal y Asistencia Asesoría y Administración (2008-2015)
Aguayo dejó el CMLL en octubre de 2008, junto con su colegas de Los Perros del Mal Damián 666 y Mr. Águila para iniciar su propia promoción llamada Perros del Mal Producciones. El show debut tuvo lugar el 7 de diciembre de 2008 en Ciudad de México corriendo en contra de su antiguo empleador, CMLL. En el show Aguayo hizo equipo con Cibernético & Dr. Wagner Jr. para hacer frente a L. A. Park, Olímpico & Headhunter A. El equipo de Aguayo fue victorioso.
El 6 de junio de 2010, en Triplemanía XVIII, Aguayo regresó a AAA para dirigir la invasión de Los Perros del Mal de la promoción. El grupo rápidamente se alió con Konnan y La Legión Extranjera de Dorian Roldán, La Milicia y Los Maniacos para formar La Sociedad. El 14 de agosto en Verano de Escándalo en la ciudad de Orizaba Veracruz El Hijo del Perro Aguayo luchó en su primera lucha importante en AAA desde su regreso, cuando él, L. A. Park y Damián 666 derrotaron a El Mesías, Cibernético y La Parka en una lucha de equipos cuando Aguayo cubrió a Mesías. El 1 de octubre en Héroes Inmortales IV El Mesías derrotó a Aguayo en una lucha individual. Luego, Aguayo se lesionó la rodilla, lo que lo marginó por el resto del año. Sin embargo, terminó haciendo una aparición sorpresa el 5 de diciembre durante el evento principal de Guerra de Titanes, ayudando a Damián 666, Halloween y X-Fly a darle a Los Psycho Circus su primera derrota en un Steel Cage Weapons Match. El 18 de marzo de 2011, en Rey de Reyes, Aguayo representó a Los Perros en una lucha de equipos de ocho hombres donde él, Damián 666, Halloween y Super Crazy derrotaron a Potencia Mundial (Dr. Wagner Jr. & Los Psycho Circus) después de que Aguayo cubrió a Wagner.
El 8 de abril, Aguayo fue sometido a una cirugía de emergencia para remover un tumor del tamaño de una pelota de golf de su estómago. Durante la cirugía, a Aguayo le estalló una úlcera péptica y luego fue colocado en una unidad de cuidados intensivos en el hospital de Guadalajara, Jalisco. Aguayo fue dado de alta del hospital el 19 de abril y estaba programado para recibir tratamiento para su condición por todo un año. Al día siguiente, Los Perros del Mal anunciaron que se había encontrado que el tumor de Aguayo era benigno y que él regresaría al ring en el evento de la promoción el 8 de mayo. Aguayo hizo su regreso a AAA, en un papel no lucha libre, el 1 de mayo. En su lucha de retorno el 8 de mayo, Aguayo continuó el feudo de Los Perros del Mal con Los Psycho Circus al cubrir a Psycho Clown después de un «Low Blow» en una lucha de equipos de seis hombres. El feudo continuó el 29 de mayo en el tercer show aniversario de Perros del Mal Producciones, donde Los Psycho Circus derrotaron a Los Perros del Mal en una lucha de equipos en una jaula de acero de Máscaras vs. Cabelleras, consecuentemente, Super Crazy, el último hombre en la jaula, se vio obligado a tener su cabeza afeitada calva. Aguayo iba a luchar como parte de Los Perros del Mal en Triplemanía XIX frente a Los Psycho Circus para determinar a los primeros Campeones Mundiales de Tríos de AAA, pero fue forzado a retirarse del evento debido a una reacción adversa a la medicación administrada a él como parte de su tratamiento por el tumor. Aguayo regresó el 24 de julio en un evento de Perros del Mal, donde se unió a Damián 666 y Halloween para enfrentar a Blue Demon Jr., Cassandro y L. A. Park en una lucha que terminó sin resultado cuando Park atacó a sus compañeros. Aguayo regresó a AAA el 19 de agosto, reemplazando a L. A. Park y haciendo equipo con Damián 666 y Halloween contra El Mesías, Joe Líder y El Zorro en una lucha de equipos, que perdieron por descalificación cuando Líder fue atacado por su excompañero de equipo Nicho el Millonario. Después de la lucha, Aguayo oficialmente nombró a Nicho como el nuevo miembro de Los Perros del Mal. El 9 de octubre en Héroes Inmortales V, Aguayo desafió sin éxito a Dr. Wagner Jr. por el Campeonato Latinoamericano de AAA en un Bull Terrier Match. Después, Aguayo comenzó un feudo con Jack Evans. El 16 de diciembre en Guerra de Titanes, Aguayo y Evans continuaron su feudo en una lucha de equipos de seis hombres que el equipo de Aguayo ganó, cuando Héctor Garza cubrió a Fénix. El feudo entre Aguayo y Evans siguió hasta Rey de Reyes el 18 de marzo de 2012, donde Aguayo cubrió a Evans para ganar el torneo Rey de Reyes y ganar una lucha por el Megacampeonato de AAA. El 5 de agosto en Triplemanía XX, Aguayo desafió sin éxito a El Mesías por el Megacampeonato de AAA. Después, Aguayo empezó una rivalidad de un año entero con Cibernético, que culminó en una lucha de apuestas en el evento principal de Triplemanía XXI el 16 de junio de 2013, donde resultó victorioso Aguayo, obligando a su rival a afeitarse la cabeza.
En agosto de 2013, Aguayo se alió con Cibernético para ayudarle en su batalla contra su ex stable La Secta. El 18 de octubre en Héroes Inmortales VII, La Secta eliminó tanto a Aguayo y a Cibernético como así también a El Mesías de la Copa Antonio Peña, que condujo a los tres costándole a los miembros de La Secta Dark Escoria y Dark Espíritu su lucha por el Campeonato Mundial en Parejas de AAA. El cambio de Aguayo a técnico aparentemente se completó el 22 de noviembre, cuando los miembros de Los Perros del Mal Daga y Psicosis se volvieron contra él, acusándolo de ser un traidor por hacer equipo con Cibernético. Sin embargo, el 8 de diciembre en Guerra de Titanes, Aguayo traicionó a Cibernético, se reunió con Daga y Psicosis y trajo a Los Perros del Mal bajo la reformada La Sociedad. El 17 de agosto de 2014, en Triplemanía XXII, Aguayo comenzó un nuevo feudo con el debutante El Patrón Alberto atacándolo a él y a su padre Dos Caras al comienzo del show. Posteriormente en el evento principal, Aguayo derrotó a Cibernético, Dr. Wagner Jr. y Myzteziz, el ex Místico, para ganar la Copa Triplemanía XXII. Después de la lucha, fue atacado por El Patrón Alberto. El ataque llevó a un combate en Héroes Inmortales VIII donde Aguayo y El Texano Jr. derrotaron a El Patrón Alberto y El Mesías. En los meses siguientes Aguayo se centró en Myzteziz, reasumiendo el argumento que se había iniciado en el CMLL cuando Myzteziz era conocido como Místico, con Aguayo emitiendo un reto para una lucha en Triplemanía XXIII. El argumento condujo al evento principal de Rey de Reyes donde Aguayo hizo equipo con Pentagón Jr., sólo para perder ante Myzteziz y Rey Mysterio Jr.

## Muerte
El 20 de marzo de 2015, Aguayo luchó en un combate de parejas, haciendo equipo con Manik contra Rey Mysterio Jr. y Extreme Tiger en un house show en Tijuana, Baja California, México. Durante la lucha, Mysterio usó un headscissors takedown para sacar a Aguayo del ring, pero al momento de salir no iba con el impulso necesario, por lo que se pego en la nuca con el filo del ring, a pesar de eso regresó al ring para continuar con el show; Rey Mysterio entonces mandó a Manik a la cuerda intermedia para realizar su movimiento final el 619, Aguayo subió para atacar a Mysterio pero recibió un dropkick en la espalda media para también caer a la cuerda intermedia, cuando Mysterio aplicó su 619, solamente Manik salió volando de las cuerdas, y Aguayo quedó inconsciente. La lucha continuó, pero finalmente terminó cuando Mysterio cubrió a Manik. Konnan intentó revivir a Aguayo a orillas del ring sacudiéndolo. Funcionarios más tarde se llevaron a Aguayo fuera del ring. Cuando los paramédicos llegaron, Aguayo fue llevado al hospital Del Prado, donde fue declarado muerto a la 1:00 a. m. el 21 de marzo.
Según el anuncio inicial del hospital, Aguayo murió por un traumatismo de columna cervical, al parecer como consecuencia del dropkick de Mysterio Jr. que lo impulsó y provocó que las cuerdas del ring le fracturaran el cuello. La causa de muerte más tarde fue anunciada como paro cardiorrespiratorio, debido a un accidente cerebrovascular causado por la fractura de tres vértebras debido a la mala salida del ring al principio de la lucha. Los resultados de la autopsia mostraron que Aguayo se rompió las vértebras C-1, C-2 y C-3. El médico forense declaró que esto sucedió en dos momentos diferentes del impacto y que Aguayo murió casi instantáneamente. En el momento del incidente Aguayo no fue asistido inmediatamente por un médico y en realidad fue quitado del ring en un pedazo de madera contrachapada en lugar de una camilla, lo que condujo a algunas críticas a los organizadores del evento, sin embargo, el médico forense declaró que no hizo ninguna diferencia. La comisión de lucha libre de Tijuana después explicó que el médico estaba tras bastidores, atendiendo a dos de otras lesiones ocurridas durante el espectáculo. Una de esas heridas fue una lesión en la columna y no querían quitar a ese luchador de la camilla en la que estaba, por lo que usaron la madera contrachapada para mover a Aguayo del ring. Los médicos trabajaron en resucitar a Aguayo por más de una hora antes de declararlo muerto. El 21 de marzo, el procurador general de Baja California anunció que llevaría a cabo una investigación sobre la muerte de Aguayo y las circunstancias que la rodean para determinar si existía la posibilidad de cargos criminales a presentarse. Aguayo fue incinerado en Guadalajara el 23 de marzo con Konnan, Kahn y Rey Mysterio Jr. sirviendo como portadores del féretro. Después de su muerte, la Comisión de Deporte del Senado del México presentó la iniciativa «Ley para la seguridad del deporte en el país».
Varias promociones, incluyendo AAA, CMLL, CMLL Costa Rica, Lucha Underground y World Wrestling League (WWL), rindieron homenaje a Aguayo después de su muerte, El 9 de agosto en Triplemanía XXIII, Aguayo fue incluido en el Salón de la Fama AAA. mientras que en empresas como la WWE el luchador Sin Cara rindió un pequeño homenaje grabando su nombre en sus guantes.

## En lucha
- Movimientos finales
  - La Lanza (Standing o diving double foot stomp)[1]
  - La Silla (Diving seated senton)[1]
  - Perrito Driver (Low blow)[64]

## Campeonatos y logros
- Asistencia Asesoría y Administración
  - Campeonato Nacional Atómicos (1 vez) – con Blue Demon Jr., La Parka Jr. & Máscara Sagrada Jr.[7]
  - Campeonato Nacional Semicompleto (1 vez)[10]
  - Campeonato Nacional en Parejas (3 veces) – con Perro Aguayo (2) y Héctor Garza (1)[6][10]
  - Copa Triplemanía (Segundo Ganador)[45]
  - Rey de Reyes (2012)[35]
  - Salón de la Fama AAA (2015)[63]

- Consejo Mundial de Lucha Libre
  - Campeonato Mundial de Tríos del CMLL (1 vez) – con Mr. Águila & Héctor Garza[65]
  - Torneo Gran Alternativa (2006) – con Místerioso II[66]
  - Leyenda de Plata (2004)[67]

- Pro Wrestling Illustrated
  - PWI lo situó en el #8 de los 500 mejores luchadores en el PWI 500 en 2007[68]

- World Wrestling Association
  - WWA World Tag Team Championship (3 veces) – con El Hijo del Santo (1), Último Guerrero (1) y Héctor Garza (1)[69][70]

- Wrestling Observer Newsletter
  - Debutante del año (1995)[71]
  - Wrestling Observer Newsletter Hall of Fame (2015)[72][73]

## Luchas de apuestas
| Apuesta   | Ganador                         | Perdedor                      | Lugar                       | Fecha                    | Notas                    |
| --------- | ------------------------------- | ----------------------------- | --------------------------- | ------------------------ | ------------------------ |
| Máscara   | Perro Aguayo Jr.                | El Picudo                     | Naucalpan, Estado de México | 3 de diciembre de 1995   | [ Nota 1 ]               |
| Cabellera | Perro Aguayo Jr.                | Cobarde II                    | Tonalá, Jalisco             | 14 de septiembre de 1997 | [ Nota 2 ] [ 74 ] [ 75 ] |
| Cabellera | Perro Aguayo Jr.                | El Picudo                     | Ciudad Madero, Tamaulipas   | 19 de noviembre de 1997  | [ Nota 3 ]               |
| Cabellera | Perro Aguayo Jr.                | El Cobarde II                 | Tijuana, Baja California    | 19 de noviembre de 1997  |                          |
| Cabellera | Perro Aguayo Jr.                | El Texano                     | Tijuana, Baja California    | 19 de mayo de 2000       | [ 76 ]                   |
| Máscara   | Perro Aguayo Jr.                | The Panther                   | Monterrey, Nuevo León       | 19 de agosto de 2001     |                          |
| Cabellera | Perro Aguayo Jr.                | El Dandy                      | Monterrey, Nuevo León       | 2004                     | [ Nota 4 ] [ 76 ]        |
| Cabellera | Perro Aguayo Jr. & El Terrible  | Cien Caras & Máscara Año 2000 | Ciudad de México            | 19 de marzo de 2004      | [ Nota 5 ] [ 77 ]        |
| Cabellera | Perro Aguayo Jr.                | Negro Casas                   | Ciudad de México            | 18 de junio de 2004      | [ Nota 6 ] [ 76 ]        |
| Cabellera | Perro Aguayo & Perro Aguayo Jr. | Cien Caras & Máscara Año 2000 | Ciudad de México            | 18 de marzo de 2005      | [ Nota 7 ] [ 78 ] [ 79 ] |
| Cabellera | Perro Aguayo Jr.                | Universo 2000                 | Ciudad de México            | 17 de marzo de 2006      | [ Nota 8 ] [ 80 ]        |
| Cabellera | Perro Aguayo Jr.                | Héctor Garza                  | Ciudad de México            | 21 de marzo de 2008      | [ Nota 9 ] [ 12 ]        |
| Cabellera | Perro Aguayo Jr.                | Cibernético                   | Ciudad de México            | 16 de junio de 2013      | [ Nota 10 ] [ 37 ]       |

1. ↑  Los dos perdieron un lucha de «relevos suicidas» a Rey Misterio Jr. & Juventud Guerrera y se vieron obligados a luchar entre sí.
2. ↑  Aguayo Jr. y Cobarde II fueron los dos últimos hombres en una lucha de jaula de acero que también incluía a Perro Aguayo, Heavy Metal, Sangre Chicana y Picudo. Este fue el evento principal de Guerra de Titanes 1997.
3. ↑  Aguayo Jr. y Picudo fueron los dos últimos hombres en una lucha de jaula de acero que también incluía a Heavy Metal y Sangre Chicana.
4. ↑  Lucha que también incluía a Hátor y a El Zorro.
5. ↑  Evento principal de Homenaje a Dos Leyendas 2004.
6. ↑  Aguayo Jr. y Casas fueron los dos últimos hombres en una lucha de jaula de acero que también incluía a Tarzan Boy, Pierroth Jr., Shocker y Vampiro. Parte del show Infierno en el Ring de 2004.
7. ↑  Evento principal de Homenaje a Dos Leyendas 2005.
8. ↑  Evento principal de Homenaje a Dos Leyendas 2006.
9. ↑  Evento principal de Homenaje a Dos Leyendas 2008.
10. ↑  Evento principal de Triplemanía XXI.